# Leggi della formazione delle unità fenomeniche
Le leggi della formazione delle unità fenomeniche, dette anche leggi di segmentazione del campo visivo, sono, in psicologia della percezione, quei fattori che favoriscono il raggruppamento o l'unificazione degli elementi percettivi in un assieme unitario.
Il primo ad elaborare queste leggi fu Max Wertheimer, che le definì come i principi di base figurale.
Nella nostra realtà percettiva il mondo appare costituito da oggetti distinti presenti in numero discreto e questi non dipendono necessariamente dall'esistenza di corrispondenti oggetti fisici. L'articolarsi del campo visivo in zone con carattere di figura e altre con carattere di sfondo segue precise leggi di stimolazione. 

## Fattori di unificazione
Al problema di quali siano i fattori che favoriscono l'unificazione di elementi del campo visivo in un tutto, all'interno della psicologia della Gestalt gli studiosi hanno dato varie risposte, ma in linea di massima sono stati individuati i fattori qui elencati.

### Vicinanza

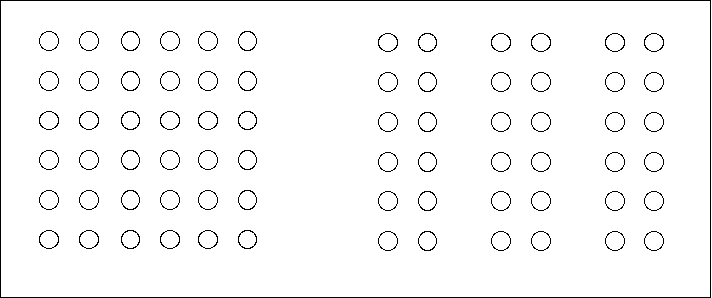
vicinanza.

A parità di altre condizioni, la variabile che garantisce l'emergere di una figura unitaria è rappresentata dalla distanza relativa degli elementi che la compongono, ovvero assume il ruolo di figura la zona delimitata dai margini che sono più vicini tra loro.

### Somiglianza

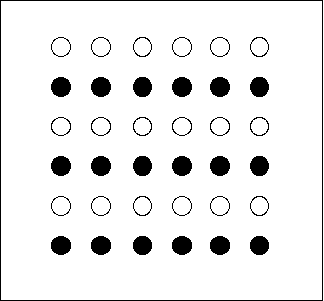
somiglianza.

Tendono ad unificarsi fra loro elementi che possiedono un qualche tipo di somiglianza osservandone la loro visuale a distanza per ciò che concerne il colore e gli oggetti, il movimento e il posizionamento (o orientamento).

### Continuità di direzione (curva buona o destino comune)
Linee rettilinee o curve vengono percepite come unità quando vengono intersecate da altre, anche se in linea di principio le configurazioni che potrebbero emergere sono molteplici.

### Direzionalità e orientamento
I punti e gli elementi si allineano secondo la direzione principale in progressione se essi sono presenti nello spazio che allinea la configurazione alla quale appartengono. La direzione è affermativa se il verso che seguono è indubbio, è soggettiva invece se dipende dallo spazio. Per es. essi si trovano in uno spazio centrale e non hanno alcun verso indicante.

### Chiusura

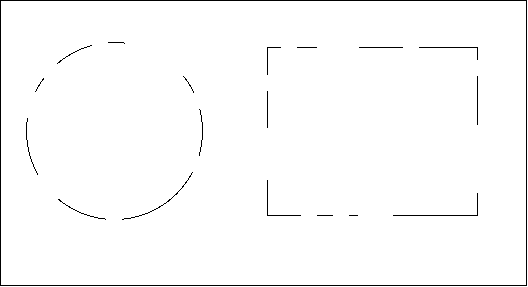
chiusura.

Secondo questo principio la mente e l'occhio umano tendono a vedere come chiuse figure che in realtà non lo sono. Se vengono disegnati due semicerchi uno accanto all'altro l'occhio tende a chiudere la figura facendola diventare un cerchio.
Secondo questo principio la mente e l'occhio umano tendono a vedere come chiuse figure separate tra loro che hanno forma geometrica di due semicerchi. Se i semicerchi vengono messi uno accanto all'altro con i loro rispettivi versi, quali le parti curve che guardano all'esterno, le due unità avranno la risultante forma geometrica di un solo cerchio". Tuttavia anche altre forme seguendo lo stesso es. tendono a chiudere due figure simili.

### Pregnanza e coerenza strutturale (buona forma)
Questo concetto, definito anche buona gestalt, a prima vista appare vago e generico, e si è spesso abusato di esso come una sorta di formula magica. Per definirlo si ricorre a concetti quali semplicità, ordine, simmetria, regolarità, coerenza strutturale, carattere unitario dell'insieme. Il campo percettivo si segmenta dunque in modo che ne risultino oggetti equilibrati, armonici, costituiti secondo lo stesso principio nelle varie parti, in modo che si appartengano reciprocamente e quindi in sostanza, stiano bene insieme. Il sistema percettivo privilegia quindi le soluzioni più stabili, equilibrate, armoniche.
Il campo percettivo coglie nell'ordine strutturale delle forme l'insieme unitario composto da segmenti non in contrapposizione fra loro che tendono ad armonizzarsi ed a stabilire un legame ben equilibrato. Il sistema percettivo ne esalta la posizione del loro aspetto. La percezione sembra prediligere questo campo v. perché fa meno fatica a raccoglierne le informazioni degli elementi presenti.

### Articolazione senza resti
A parità di condizioni, vengono preferite le soluzioni percettive (fra le innumerevoli possibili) in cui vengono impiegati tutti gli elementi disponibili.
Quando gli elementi sono messi in un modo disordinato, tra le soluzioni possibili, la percezione sceglie quella che impiega tutti gli elementi senza tralasciarne nessuno.

### Esperienza passata
Ai fattori che sono espressione di principi strutturali inerenti al sistema percettivo, Max Wertheimer aggiunge un fattore empirico: la segmentazione del campo, a parità delle altre condizioni, sarebbe influenzata anche dalle nostre esperienze passate. Viene così favorita la costruzione di oggetti con i quali abbiamo familiarità rispetto ad oggetti per noi nuovi.
Come si presentano nel campo gli oggetti nella loro disposizione, a prescindere da qualsiasi ordine, Max Werthemer per facilitarne il rilevamento, aggiunse un altro fattore empirico (che rappresenta uno dei principi del sistema percettivo) denominato "la segmentazione del campo". Max W. ritenne che esperienze passate favoriscono il coglimento della realtà circoscritta nel campo. (Gli oggetti visti in passato sono familiari nel campo).